# النهضة القومية الأرمنية
النهضة القومية الأرمنية
نشأة القومية في البلقان
الوطنية في ظل الدولة العثمانية
صربيا
اليونان
رومانيا
البوسنة
بلغاريا
هيرتسوجوفينيا
ألبانيا
مقدونيا

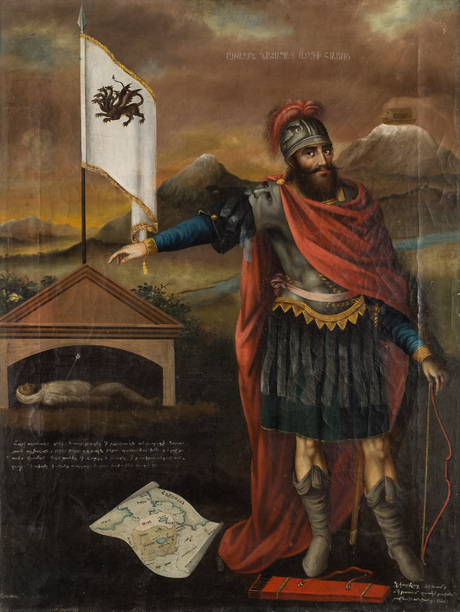
"هايك" المؤسس الأسطوري للأمة الأرمنية يقف بجانب قبر بل بينما لا يزال سهم هايك مغروسا في صدر بل. وتصور الخارطة منطقة بحيرة فان وجبل آرات مع سفينة نوح

إن النهضة القومية في أرمينيا مشابهة لتلك التي كانت عند جماعات عرقية أخرى غير تركية أثناء نشوء النزعة القومية تحت حكم الإمبراطورية العثمانية من حيث نشوء الأفكار القومية والانفكاك والاستقلال في أرمينيا عندما حاولت الإمبراطورية العثمانية تلبية الحاجات الاجتماعية بابتكار عهد التنظيمات وظهور نظام العثمنة وعهد الاستقلال الأول. إنما تبين أن التعايش بين المجتمعات بما فيها الأرمنية في ظل العثمنة هو حل عقيم مثلما فعل عهد الاستقلال الثاني والذي ساهم أيضا في تفكك الإمبراطورية العثمانية.
وأثناء النهضة القومية الأرمنية سيطرالبرلمان القومي الأرمني على بعض القوانين المتعلقة بأمور مدنية تخص المجتمع الأرمني العثماني من خلال البطرياريكية الأرمنية. وقد سادت فكرة الحكم الجمهوري في أوساط النخبة الأرمنية لتحل محل الحكم الملكي المطلق السائد عند السلالات العثمانية الحاكمة، كما حل تأسيس البرلمان القومي الأرمني عام 1863 محل نظام الملة. لقد استغرق تأسيس الجمهورية الأرمنية الأولى حتى الحرب العالمية الأولى فقد كان الأرمن يتأرجحون بين فكرة الحصول على جمهورية أرمنية أو مجرد منطقة مستقلة ضمن الإمبراطورية أثناء عهد الديموقراطية العثمانية بوجود تنظيمات مثل حزب الديموقراطية الاشتراكي الهنشكي والحزب الديموقراطي الليبرالي الأرمني (حزب رامغافار).

## الأصل

### فترة ما قبل التاريخ- الفترة التاريخية
لقد ساهم اكتشاف أورارتو في القيام بدور مهم في تطورالقومية الأرمنية في القرنين التاسع عشر والعشرين. وبالإضافة إلى المعاني المتعارف عليها غالبا للقومية الأرمنية كما ورد في الفقرات السابقة أصبح هذا المفهوم يشمل أيضا سلسلة من التحليلات التي تخص أرمينيا في عصر ما قبل التأريخ بما في ذلك الارتباط مع مملكة أورارتو في العصر الحديدي.
والأرمن هم السكان الأصليون للمنطقة التي تسمى أرمينيا التاريخية. لقد أصبح الارتباط مع لأمجاد القديمة لأورارتو وأسلافها في عصور ما قبل التاريخ إضافة إلى جبل آرارت رمزا قويا للعرقيات الأرمنية خاصة في الشتات.
وهناك فكرة شائعة ترجع أصل الشعوب التي كانت تعيش في ظل أورارتو إلى أصول أرمنية على نحو واضح، (ويزخر التاريخ الروماني بتحليلات أساسية تتعلق بالعرقية الأرمنية عبر العصور، وقد ازدادت هذه تحديدا خلال العصر السوفييتي مثل ما ذكره سارداريان عام 1967 S. A. Sardarian's Pervobytnoye obshchestvo v Amenii
التي تذهب بعيدا للافتراض- مع وجود بعض التحريفات والأخطاء- بأنه كان ثمة عرق أرمني منفصل أصيل يقطن في المرتفعات الأرمنية، كما تنسب هذه المصادر اختراع تقنية صهر المعادن إلى الأرمن. (كوول وتسيتكلاتزيه، 1995).
ويشيع تصوير منطقة أورارتو على أنها شديدة الانحدار في هذه المصادر. وينبغي لهذا المنظور التاريخي أن يقدم تفسيرا لسبب كون النقوش الأرمنية بلغة أورارتية غير إندوأوروبية. وبالرغم من وجود تفسيرات علمية منطقية بأنه كان ثمة قدر من اللغة التي تطورت منها اللغة الأرمنية في منطقة أورارتو، وبأن الأرمن هم ورثة الثقافة الأصيلون لمملكة أورارتو إنما لا يمكن إثبات الرأي التقليدي حول الأمة الأرمنية والذي يساوي بين أرمينيا وأورارتو (كوول وتسيتكلاتزيه، 1995).

#### العصر الأرمني الكلاسيكي
كان التركيب الاجتماعي للأرمن داخل الإمبراطورية العثمانية قبل القرن الثامن عشر يعتمد على نظام الملل. الفترة الكلاسيكية الرومانية. وبالنسبة للملة الرومانية فقد كانت مجتمعا دينيا داخل الإمبراطورية العثمانية. وفيما يخص القضايا المحلية فقد كانت مثل هذه المجموعات الدينية تعامل كما لو أنها تمتلك منطقة مستقلة. وترجع الملل العثمانية تحديدا إلى محاكم قانونية منفصلة تختص بالقانون الشخصي والذي بموجبه يسمح لقطاعات من المجتمع بالحكم الذاتي مع تدخل بسيط جدا من النظام أوالحكومة المركزية.
لقد كانت كل ملة تعمل تحت إشراف الإثنارك أو (القائد القومي) ويكون هذا في أغلب الأحيان رجل دين ديني برتية عليا.
وبالنسبة للملة الأرمينية فقد كانت تحت إشراف الكنيسية الأرمنية الرسولية. كانت هذه الملل تتمتع بسلطة كبيرة فهي التي تسن القوانين الخاصة بها وهي التي تجمع وتوزع ضرائبها. وبصفتهم من أهل الكتاب فقد سمح لهم بالاحتفاظ بدور العبادة الخاصة بهم والحصول على نصوص دينية وتوظيف رجال دين من عقيدتهم. وقد منحت لهم حقوق على المستوى المحلي ولكنها أصبحت محدودة فيما بعد بفعل التطور التكنولوجي والاقتصادي في القرن الثامن عشر. لقد أراد المواطنون العثمانيون تمثيلا لهم على الصعيد المحلي، ولكنهم أيضا رغبوا بالمشاركة على نطاق أوسع من الصعيد المحلي.

### النهضة الأرمينية
لقد حل عصر التنوير على الأرمن (يسمى أحيانا عصر النهضة للشعب الأرمني) أولا عن طريق الرهبان الذين ينتمون إلى النظام الميخيتاري وثانيا نتيجة للتطورات الاجتماعية والسياسية في القرن التاسع عشر ويقصد بهذا بشكل أساسي الثورة الفرنسية وتأسيس «الفكر الثوري الروسي».
لقد ساهم القرن الثامن عشر في إنشاء مدارس جديدة ومكتبات وفرص للدراسة في جامعات أوروبا الغربية لطوائف مختلفة في الإمبراطورية العثمانية. لقد كان الهدف المبدأي للبعثات التبشيرية البروتستانتية هو نصرنة اليهود والمسلمين، وبعدها انشغلوا بالإصلاح البروتستانتي للأرمن الأرثودوكس. فمنذ اليوم الأول الذي استقر به الأب ويليام غوديل في القسطنطينية عام 1831 وحتى الحرب العالمية الأولى أسهمت هذه البعثات التبشيرية بشكل كبير في تعليم الأرمن. ولم يؤكدوا فقط على التعليم الأساسي بل أسسوا الكليات ومعاهد التعليم الأخرى، وأشهر هذه المعاهد هي: كلية عينتاب المتوسطة وكلية الفرات في هاربوت وكلية الأناضول في مارسوفان وكلية البنات المتوسطة في ماراس ومعهد القديس باول في طرسوس. وهنالك كليات أيضا مثل الكلية الدولية في سميرنا والكلية الأرمنية للبنات والكلية السورية البروتستانتية في بيروت وكلية روبرت وقد تلقى فيها كثير من الأرمن تعليمهم. وفيها أيضا تعرفوا على الأفكار الراديكالية لعصر التنوير والثورة الفرنسية. لقد حاول أفراد متعلمون ومؤثرون يقيمون خارج أرمينيا أن ينشروا هذه الأفكار في بلادهم بغرض رفع المستوى التعليمي وفي الوقت نفسه بغرض تعزيز الهوية القومية للأرمن. فالتيارات الأوروبية الفكرية مثل أفكار الثورة الفرنسية انتقلت لأرمينيا عن طريق 23,000 طالب أرمني ينتمون ل 127 طائفة بروتستانتية تضم 13.000 مبلغا ولها 400 مدرسة.
إن النظام الميخيتاري يحمل ولاء استثنائيا لكل ما هو أرمني من أشخاص وأشياء. ولد ميخيتار في سيباستيا في الإمبراطورية العثمانية عام 1676. لقد انضم لدير وكان قلقا على مستوى التعليم والثقافة في أرمينيا في تلك الفترة فبحث عن طرق لفعل شيء من أجل ذلك. وقد قاده التواصل مع البعثات التبشيرية الغربية إلى الاهتمام بترجمة مواد من الغرب إلى اللغة الأرمنية ووضع نظام لتسهيل التعليم. ولم يكن تأثير النظام الميخيتاري بين أبناء البلدة موجها نحو طريق القداسة والتدين وخدمة الكنيسة والرب وحسب بل إنه خلق طموحا قوميا صحيحا واحتراما للذات. ومن العدل القول أن حواريي الثقافة والتقدم قد حفظوا لغة بلادهم وآدابها من الانحطاط والإهمال، وبهذا يكون هؤلاء هم من حفظ العرق الأرمني من الزوال. لقد كان الأب غيفونت آليشان عضوا في الطائفة الميخيتارية في البندقية. وقد طلبت إليه الجمعية الأرمنية القومية في أوروبا أن يشكل أول علم أرمني حديث. وقد صمم آليشان العلم مستوحيا الإلهام من العلم الوطني لفرنسا وهو المتعارف عليه اليوم بأنه العلم القومي الأرمني، وألوانه هي: الأحمر والأخضر والأزرق على التوالي وتمثل مجموعة الألوان التي رآها نوح عندما نزل عند جبل آرارات.
و في عام 1863 واجه الأرمن موجة اصلاحات كبيرة استكمالا للتنظيمات. وفي محاولة لإيقاف موجة الحركات القومية داخل الإمبراطورية العثمانية، ظهرت فترة التنظيمات نتيجة أفكار سلاطين الإصلاح أمثال محمود الثاني وعبد المجيد الأول إضافة إلى إصلاحيين بارزين بيرورقراطيين تلقوا تعليمهم في أوروبا. لقد حدد الدستور القومي الأرمني (هناك 150 مادة وضعها ناهابت روسينيان وسيرفيشان ونيقوقس باليان وكيكور أوديان وكريكور ماغوسيان) وضع الأرمن في الإمبراطورية العثمانية، وقد جاءوا أيضا بتشريعات تحدد سلطة البطريارك. لقد كان الأرمن التقدميون ينظرون إلى الدستور الأرمني وإلى البرلمان القومي الأرمني كصرحين مهمين. فقد عمل الأب كريميان من أجل زيادة تأثير المجالس الثانوية للبرلمان القومي الأرمني والذي كان يضم مجلسا رئيسا في القسطنطينية ومجالس ثانوية في المراكز الإقليمية. وقد كان المجلس الرئيس يتكون من 120 من الأرمن النبلاء و 20 عضوا كنسيا. وقد كان أعضاء البرلمان يلتقون نادرا جدا في العاصمة. وقد عرف أن البرلمانات المحلية لم تكن تصغي لشكوى أفراد المجتمع الفقراء.
و في عام 1880 لم يكن الأرمن الأثرياء والأكثر تأثيرا يلقون بالاً لفكرة الانفصال والاستقلال القومي، بل إنهم وقعوا على مذكرة ولاء وانتماء للسلطان مستنكرين الثورة القومية على أنها عمل من أناس ضالين ليس لديهم أية سلطة أو تأثير. وثمة دليل بارز على هذا الانفصال عن المركز وهو ما قام به المطران ميكريتش كريميان، إذ عمل على زيادة تأثير المجالس الثانوية للبلدات شرق الأناضول في العاصمة، وقد توافقت سياسات البرلمان القومي الأرمني وسياسات الأناضول بفعل التأثير المتزايد للمجالس الثانوية. وفي عام 1892 انتخب الأب كريميان بالإجماع مطرانا للأرمن جميعهم.
ونظريا يعد هذان الإصلاحان العثمانيان مثالا رائعا على التغير الاجتماعي في ظل القانون وقد ساهما في ممارسة الضغط الجدي على البنية العثمانية السياسية والإدارية، إنما لم يخلق ذلك ارتياحا عند الأرمن النبلاء (اميرا) الذين كانوا يملكون السيطرة على النظام الاقتصادي.

## النهضة الوطنية

### آراء مختلفة حول النهضة الوطنية
لقد تطور الفكر الأرمني القومي بعد الحركة اليونانية بوقت طويل لكن العوامل التي ساهمت بظهور القومية الأرمنية جعلت الحركة أكثر شبها بحركة اليونانيين من أية حركات لجماعات عرقية أخرى. وقد بدأت المشكلات الاجتماعية داخل الإمبراطورية والتي لم تحل بتغذية السياسة القومية الأرمنية إلى جانب جماعات عرقية أخرى. وما إن أخذ نظام الملل في الإمبراطورية العثمانية بالتدهور، بدأ الأرمن بإعادة النظر في مكانتهم في العالم. وقد تـأثر الرعايا الأرمن في الإمبراطورية بالأرمن في الخارج وكذاك بمجموعة الطوائف والمدارس للتبشيريين البروتستانت في أنحاء الإمبراطورية. وبعد التدخل في روسيا في عامي 1877-1878 أوجدت الحدود الروسية العثمانية تركيبا عسكريا وسياسيا جديدا. فقد رحلت قسرا أعداد كبيرة من الشركس واللاز من داخل الإمبراطورية الروسية إلى الإمبراطورية العثمانية. وقد جلبت هذه الهجرات التوتر وغيرت التركيب السكاني وتوازن القوى داخل المجتمعات المحلية في شرق الأناضول وأصبح الأرمن المسيحيون تحت حماية روسيا وقد شكل هذا بيئة عدائية تجاه المسلمين الأكراد الذين تركوا تحت السيطرة الروسية. وبهذا وصلت العلاقات الكردية الأرمنية إلى منعطف آخر. فالعلاقات الجديدة التي تشكلت كانت معقدة. ولم يؤثر هذا التغيير على الملة الأرمنية فقط بل وعلى الأكراد المحليين غير القبليين أيضا. فقد بدأ القادة الأكراد القبليون الذين فروا خلال الحرب بالتعبيرعن سلطتهم على طول المناطق الريفية. وبذلك اختلت البنية الاجتماعية للمنطقة وكذلك التعايش بين المجتمعات. وقد استدعت البنية الاجتماعية المتصدعة تطبيق اصلاحات جديدة.
وعلى حد قول كاجيك أوزانيان فقد ساعدت قوانين التنظيمات العثمانية في تشكيل طبقات سياسية أرمنية وبعث الروح القومية الأرمنية والتي ساهمت في تعزيز بناء الأمة خلال الثورة التي انسجمت مع مفهوم الثورة الفرنسية. وقد كتب ماييفسكي الجنرال والقنصل الروسي في الإمبراطورية العثمانية الآتي:
لقد جاءت الثورة الأرمنية نتيجة أسباب ثلاثة هي:
تطورهم المعروف في الأمور السياسية (قضايا حضارية)
ظهور أفكار القومية كالخلاص والاستقلال في آراء الأرمن (مفهوم الثورة)
دعم الحكومات الغربية لهذه الأفكار ونشرها من خلال جهود وإلهام رجال الدين الأرمن (التدخل الإنساني).

### في إطار الحضارة
من وجهة نظر معينة كان انهيار التعايش بين المجتمعات داخل الإمبراطورية العثمانية نتيجة مباشرة لعدم قدرة الأرمن المسيحيين والمسلمين الأتراك والأكراد على العيش معا. وقد بين البطريارك نيرسيس فارجابيديان موقفه لوزير الخارجية البريطاني اللورد سالزبري في الثالث عشر من نيسان عام 1878 قائلا:
لم يعد بوسع الأرمن والأتراك العيش معا". وجود حكومة أو إدارة مسيحية هو من بوسعه تحقيق المساواة والعدالة وحرية المبادئ. يجب أن تحل إدارة مسيحية محل الإدارة الإسلامية. ويمكننا تأسيس هذه الإدارة في منطقتي أرمينيا (شرق الأناضول) وكيليكيا. إن الأرمن الموجودين في تركيا يريدون ذلك...أي يريدون إدارة مسيحية في أرمينيا التركية كما هو الحال في لبنان.
إن غالبية المصادر العثمانية لا تعطي مصداقية لهذه الإدعاءات بل تقدم الفرضية القائلة بأن نظامي الملل والدولة والدين قد حفظا الإمبراطورية العثمانية لعدة قرون. وينبثق الجدل القوي وراء رفض فكرة صراع الحضارات من تحليل أجندة النشاطات. لقد ازدادت هذه الصراعات عند أحداث معينة. وكل حدث له بداية مميزة وحالة من التأزم ومن ثم نهاية. ولم يكن هنالك أية فترة واحدة حدثت فيها ألف وفاة مثلا على امتداد فترة زمنية طويلة. وتؤيد هذه الحقيقة فكرة الثورة عوضا عن صراع الحضارات.

#### في إطار القضية الأرمنية
أنظر أيضا القضية العثمانية والقضية الشرقية
لقد كان اليونانيون أول رعايا في الإمبراطورية العثمانية يحصلون على الاعتراف بأن لهم سلطة مستقلة ذات سيادة. فبعد صراع طويل ودامي وبمساعدة من القوى العظمى حققت الثورة اليونانية الاستقلال لليونان عن الإمبراطورية العثمانية والتي صادقت عليه معاهدة القسطنطينية في تموز عام 1832. أما النهضة القومية في بلغاريا وتحرير بلغاريا فقد جاءا بعد أحداث الحرب التركية الروسية بين عامي 1877-1878 والتي قادت إلى إعادة تأسيس دولة بلغارية ذات سيادة عن طريق اتفاقية سان ستيفانو.
```
لم يكن هناك أي تحرك كبير في سبيل الاستقلال الأرمني قبل زمن عبد الحميد. ولم تكن هنالك أية قضية أرمنية سياسية قبل معاهدة برلين عام 1878. لقد كان عام 1878 هو نقطة التحول والإنهيار في العلاقات بين الأرمن والإمبراطورية العثمانية. وقد أحدثت الشروط المؤيدة للاستقلال الأرمني في معاهدة برلين تغييرا فوريا.
```

لسوء الحظ كان ثمة صعوبات خاصة أمام تحقيق ما يسمى بالبرنامج السياسي الليبرالي العثماني للوصول إلى ما اشترطته بنود الإتفاقية. فمن ناحية لم يكن الأرمن جميعا تحت حكم الإمبراطورية العثمانية وفيما يتعلق بالسكان كان ثمة أرمن في الإمبراطورية الروسية بلغ عددهم تقريبا تسعمئة ألف في القرن التاسع عشر. وأما الأرمن الذين كانوا مواطنين عثمانيين فبلغ عددهم مليون ومئتا ألف ينتشرون في ستة ولايات هي سيفاس وبيتيليس وايرزيريوم وهاربوت ودياربكر وفان. وفي بعض هذه المناطق، كانوا يشكلون الأقلية العرقية الأعلى بين الأتراك واليونانيين والأشوريين واليهود والأكراد، لم يكن بوسع الأرمن أن يشكلوا أكثر من 50% وتعد هذه أكثرية بشكل واضح في أية منطقة ارتبطوا بها. وبالإضافة إلى صعوبات أخرى كان الأرمن ينظرون إلى شروط اتفاقية برلين (المادة LXI) على أنها تحقيق مبكر لإستقلالهم إذا ما واصلت القوى مسيرها لفرض الشروط الأرمنية. إن تبرير التدخل الإنساني (الديني) اعتمد أيضا على اتفاقية قبرص إضافة إلى معاهدة برلين عام 1878. وفي عام 1879 أي بعد عام من الإتفاقيتين كان الشيء الوحيد المفقود هو أحداث عملية لتمكبن البنود من الوصول إلى مطلب إنشاء الدولة الأرمنية .
و بعد المذابح الأرمنية في الأعوام (1894-1896) بدأ عدد السكان الأرمن في الستة ولايات والتي هي ذاتها المناطق الكردية بالتضاؤل بشكل كبير فقد بلغ ما بين 80000-300000. كما تقلص عدد السكان الأرمن في منطقة النزاع من مئة وعشرين ألفا قبل عام 1878 إلى تسعين ألف. لقد كان جنود السلطان عبد الحميد مسؤولين عن هذه المذابح ولذا طلب من القوى الأوروبية التدخل. ولكن بدلا من تحقيق الإستقلالية الأرمنية في هذه المناطق كان الأكراد (زعماء القبائل الكردية) فقط هم من حافظ على سلطتهم واستقلاليتهم. فقد قام عبد الحميد بمحاولات غير كافية لتغيير تركيب القوة التقليدية للمجتمعات الزراعية الكردية المتفرقة (الآغا والشيخ وزعيم القبيلة) بسبب موقعها الجغرافي على الطرف الجنوبي والشرقي للإمبراطورية وطبيعتها الجغرافية الجبلية ومحدودية وسائل المواصلات وأنظمة الإتصال. فلم يكن بمقدور الدولة الوصول لهذه الأقاليم بسهولة فاضطرت لعقد معاهدات غير رسمية مع زعماء القبائل فعلى سبيل المثال، لم يكن للقاضي أو المفتي العثماني سلطة القضاء فوق القانون الديني مما أدى إلى تفوق السلطة والإستقلالية الكردية. لقد اكتشفت الحركة القومية الأرمنية من خلال حركتها الثورية أنه ليس ثمة أمل يعتمد عليه لا من الفلسفة مثالية القيصر الروسي الإسكندرالثاني ولا من لبيرالية رئيس الوزراء البريطاني ويليام غلادستون.
لقد جاء التدخل الفعال عن طريق ودروونسن الذي وافق في اتفاقية سيفريس على إرجاع ما كان سيسمى أرمينيا ولسون إلى الأرمن.

### إطار الثورة
بدأ الأرمن الذين تلقوا تعليمهم في أوروبا بالقيام بمحاولات لتشكبل منظمات-وجمعيات سرية- ومجموعات محلية مثل منظمة «حماة أرض الأجداد»(1881) التي تأسست في إيرزوريوم. لقد تأثرت منظمة «حماة أرض الأجداد» بأفكار الثورة الفرنسية والثورة اليونانية واللتين كان شعارهما «إما الحرية وإما الموت».
لقد ازدادت الحركة القومية الأرمنية قوة مع تأسيس التآلف الثوري الأرميني والحزب الاشتراكي الديموقراطي هنشاكيان وحزب آرمينيكان الذي أصبح يسمى فيما بعد رامغافار. لقد كان الحزب الاشتراكي الديموقراطي هنشاكيان (الهنتشاك) يهدف إلى الحصول على الاستقلال الأرميني من الإمبراطورية العثمانية. أما التآلف الثوري الأرميني (إيه آر إف) فقد كان هدفه الأساسي استقلالية المناطق المأهولة بالأرمن، ومن ثم تغير فيما بعد ليطالب بتأسيس الدولة الأرمنية في السنوات القادمة. وقد تبنى التآلف الثوري الأرمني أساليب عمل لامركزية وفق ما كان يسمح به في الدول المختلفة من تخطيط وتطبيق للسياسات وبما يتوافق مع بيئاتها السياسية المحلية.
و خلال العوام من 1880- 1890 تطورت قنوات اتصال محلية وقد كانت المنظمات تعمل في انقرا وأماسيا والقرم ودياربكر ويوزغات وتوكات وفي عام 1893 بدأوا يستعملون الصحف الجدارية التي تشبه لوحات الإعلان الكبيرة وكانت موجهة لمخاطبة المواطنين غير الأرمن، وكان الهدف الرئيس من هذه المواد هوأن يتحكم الناس بحياتهم ضد الطغاة. ولم يكن لهذه الوسائل الفكرية أي تاثير على المسلمين.
```
لقد أدت هذه النشاطات إلى اصطدامات بين الثوريين والشرطة العثمانية كانت تنتهي بشكل عام بالسجن. وقد انتهت فترات السجن هذه بتبادل رسمي بين الإمبراطورية العثمانية وبريطانيا التي كانت توفر الحماية للثوريين المتعلمين الذين كان باستطاعتهم طباعة المواد الورقية. وقد استنتجت بريطانيا أنه وعلى الأغلب كان الثوار الأرمن يتصرفون كأحزاب مسؤولة في هذا الصراع. فقد سببوا الرعب للسلطان واتخذت السلطات المحلية الإجراءات ضد من كان يقطع أسلاك الإتصال من الثوار ويفجر المباني الحكومية الغريبة. وقد استنتجت بريطانيا والقوى الأوروبية أنه إذا ما حصل تدخل آخر سينتهي الأمر مع هؤلاء بالتعصب الديني ووقوع حرب أهلية (مذابح).
```

كان الأرمن يعيشون في منطقة تقاطع ثلاث امبراطوريات هي الإمبراطورية العثمانية والإمبراطورية الروسية والإمبراطورية الفارسية. وبالنسبة للأرمن في الخارج أو الشتات فهم عبارة عن نخبة تلقوا تعليمهم في جامعات أوروبية أو كانوا يعملون بالتجارة. لقد كان من المتوقع أن يعم الفكر الثوري الإمبراطوريات الثلاثة ليس فقط من الداخل (اتخذات أشكال محلية مثل حماة أرض الأجداد) إنما أيضا في أوروبا مثل ما حصل في جنيف. بدأ الأرمن في أوروبا (الأرمن في الشتات) بعقد اجتماعات حول وضعهم المضطهد أدت إلى تأسيس أحزاب جعلت السياسة القومية أمرا رسميا تمارسه أحزاب مثل آرمينيكان وهنشاكيان والتآلف الثوري الأرميني في السنوات التالية. وقد حددت هذه الجمعيات السرية (كان بعضها أحزابا) والتي طورت السياسة القومية أهدافا لها مثل تحرير الأرمن من الإمبراطورية العثمانية بأية وسيلة ممكنة. كتب اتش كيه فارتانيان إن الحركة القومية الأرمنية كانت استجابة مباشرة وضرورية للظروف السياسية والاجتماعية والاقتصادية التي أصبحت لا تطاق بشكل متزايد في القرن التاسع عشر والتي أدت إلى تدهور وانحطاط الإمبراطورية العثمانية. لقد كانت الحركة القومية الأرمنية حركة عالمية على نحو واضح. وكان المحور العملي للثوار الأرمن هم الأرمن داخل الإمبراطورية الروسية حيث كان بوسع الأرمن الاجتماع وتنظيم التمويل ونقل الموارد والمواد إلى الإمبراطورية العثمانية بسهولة. لقد تبنت المنظمة التي تأسست في أوروبا في جنيف على الأغلب من الأرمن الروس فكرة القومية وأصبغوا عليها فكرا قوقازيا ثوريا عام 1887. لقد كان الفكر الثوري القوقازي موجها نحو الإمبراطورية العثمانية والتي كان الأرمن في الشتات يعتبرونها موطنهم.
```
ومع مرور الوقت أصبح اتحاد الشباب الأرمني (Young Armenia Society) الذي تأسس عام 1889 على يد كريستابورميكاييليان في القوقاز أكبر وأوسع. فقد نظم اتحاد الشباب الأرمني حملات لفدائيين داخل الأراضي العثمانية. لقد تصدى النظام القيصري في روسيا بكل حزم لمحاولات الأرمن الروسيين الضلوع في أعمال عبر الحدود، وأبرز مثال هو الحملة الغوغونيانية عام 1890.
إن المقاومة المسماة (باشكاليه) هي أول مواجهة دموية مسجلة بين الأرمن والإمبراطورية العثمانية في أيار عام 1889.
```